# Nicolai Amrehn
Nicolai „Nico“ Amrehn (* 1991) ist ein deutscher Jazzmusiker (Kontrabass).

## Leben und Wirken
Nicolai Amrehn absolvierte seit 2010 ein Musikstudium an der Staatlichen Hochschule für Musik und Darstellende Kunst Stuttgart, das er im Herbst 2015 abschloss. Wiederholt spielte er in Sebastian Gramss’ BassMasse; 2014 und 2015 gehörte er zum Bundesjazzorchester, mit dem das Album Groove and the Abstract Truth (Double Moon Records, 2016) entstand. Weiterhin arbeitete er mit Sabeth Pérez und Riaz Khabirpour, Lydia Schiller, Julia Ehninger, Peter Hedrich, Sara Decker und Carol Knaubers Acoustic Project. Zudem wirkt er im Trio Seeking mit Jonathan Hofmeister (Piano) und Jan Philipp (Schlagzeug). Amrehn unterrichtet an der Landesakademie für die musizierende Jugend in Ochsenhausen.

## Diskographische Hinweise
- Sebastian Gramss Bassmasse featuring Barre Phillips, Tetsu Saitoh, Achim Tang, Robert Landfermann, Ulrich Phillipp: Schwarm (gligg records, 2013)
- Julia Ehninger: Im Wandel (Unit Records, 2016, mit Lukas Brenner, Martin Grünenwald sowie Alexander Bühl, Verena Nübel)
- Peter Hedrich: New Hope (feat. Jiggs Whigham) (Mons Records, 2018, mit Tim Sammel, Veronika Morscher, Felix Hauptmann, Kevin Naßhan)
- Sara Decker: Poetryfied (amc records 2020, mit Billy Test, Jeroen Truyen, sowie Heidi Bayer, Stefan Karl Schmid)
- Johanna Klein: Cosmos (Berthold Records 2021, mit Leo Engels, Jan Philipp)
- Himoya: Himoya (Berthold Records 2022, mit Julia Ehninger, Jonathan Hofmeister, Jeroen Truyen)